# میدان نفتی چنگوله
میدان نفتی چنگوله Changuleh ، یکی از میادین هیدروکربنی موجود در ساختمان زمین‌شناسی بلوک اناران در دماغه کوه‌های زاگرس، در امتداد مرز ایران و عراق و در قسمت جنوب غربی استان ایلام بین دو شهر مهران و دهلران می باشد ،  میدان چنگوله، به عنوان دومین میدان مهم منطقه ایلام، به شمار می‌رود.
نفت درجای میدان چنگوله به میزان حدود ۴/۳ میلیارد بشکه و با درجه API حدود ۲۲ برآورد شده‌است. در خصوص فعالیت‌های اجرایی طرح، در بخش تحت الارضی حفاری دو حلقه چاه تولیدی جدید و تعمیر و تکمیل دو حلقه چاه موجود میدان در مرحله توسعه زودهنگام میدان چنگوله پیش‌بینی شده‌است. در بخش سطح الارضی احداث حداقل تأسیسات تولید زودهنگام شامل: تفکیک گر مرحله اول، پمپ‌های انتقال، تأمین برق از طریق دیزل ژنراتور، حوضچه تبخیر، مشعل، خطوط لوله جریانی و تأسیسات سرچاهی در برنامه می‌باشد.
جهت انتقال نفت میدان چنگوله در مرحله تولید زودهنگام به مقدار حدود ۱۵ هزار بشکه در روز از یک خط لوله ۸ اینچ به طول ۱۳۰ کیلومتر به مقصد دهلران استفاده شده‌است. براساس گزارش شرکت مهندسی و توسعه نفت با اجرای توسعه زودهنگام میدان چنگوله و ارزیابی پتانسیل هیدروکربنی میدان، می‌توان توسعه جامع این میدان نفتی را با هدف حصول تولید روزانه ۶۵ هزار بشکه نفت خام اجرایی کرد.